# Belçim Bilgin
Pour les articles homonymes, voir Bilgin.
Belçim Bilgin Erdoğan, née à Ankara (Turquie) le 31 janvier 1983, est une actrice turque d’origine kurde.

## Filmographie partielle

### Au cinéma
- 2005 : Kilomètre zéro : Selma
- 2007 : Dol ou la Vallée des tambours : Taman
- 2009 : Güz Sancısı (tr) : Nemika
- 2011 : Ask Tesadüfleri Sever : Deniz
- 2011 : Do Not Forget Me Istanbul
- 2012 : Kurtulus Son Durak : Eylem
- 2012 : Fasle kargadan : Female pimp
- 2012 : Silence (Sessiz - Be Deng) : Zeynep
- 2013 : Le Rêve du papillon (Kelebegin Rüyasi) : Suzan Özsoy
- 2014 : Sadece Sen : Hazal
- 2015 : Let the Music Play : Yasemn
- 2015 : Çalsin Sazlar : Yasemin
- 2016 : Annemin Yarası (tr) : Nerma
- 2016 : Ports of Call : Yvette Ketabdar
- 2017 : Open Roof
- 2018 : Trahison d'État (Backstabbing for Beginners) de Per Fly : Nashim
- 2022 : Le Violon de mon père d'Andaç Haznedaroğlu : Suna

### À la télévision
- Intersection (Kördügüm) - 2016